# René Ménard (konstnär)

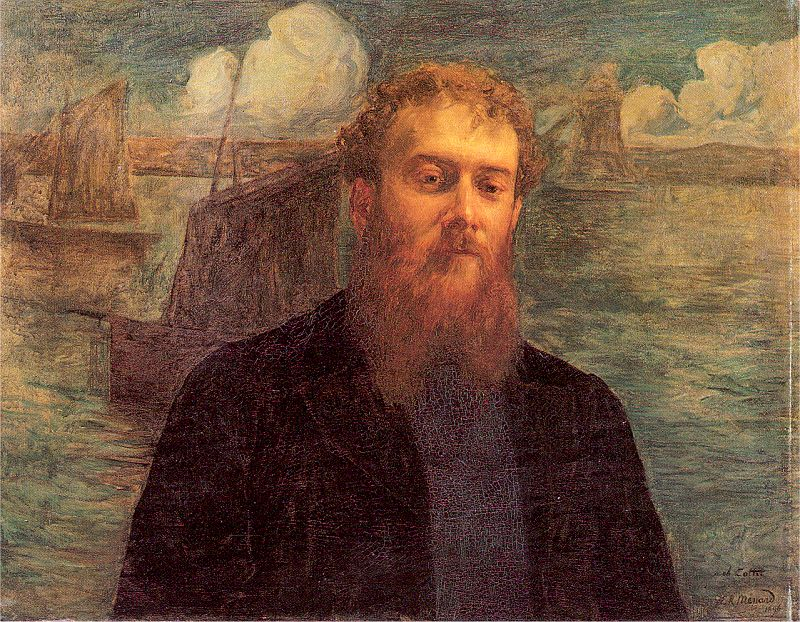
René Menards porträtt av Charles Cottet.

Marie Auguste Émile René Ménard, född den 15 april 1862 i Paris, död 1930, var en fransk målare.
Ménard målade huvudsakligast romantiska stämningar över landskap i klassisk hållning, exempelvis Antik jord (Luxembourgmuseet) och Templet, Havsviken, Soluppgång (tre dekorativa dukar i Sorbonne 1906–07). Dessutom märks Paris dom (1907), Flyktingarna (Venedigs moderna galleri), Ovädersstämning (Nya pinakoteket, München), Ensamhet (aftonstämning) och Floden (båda i Stockholms Nationalmuseum, inköpta 1897 och 1901) samt Guldåldern, Pastoralt liv och Antik dröm (tre väggmålningar i Faculté de droit i Paris, 1909), Herdarna (1910) och Arbetet (dekorativt landskap, 1911).